# Đorđe Balašević
Đorđe Balašević. szerb cirill írással: Ђорђе Балашевић (Újvidék, 1953. május 11. – Újvidék, 2021. február 19.) szerb dalköltő és énekes.

## Élete és munkássága
Édesapja Jovan Balašević (1920-1984) 1974-től 1981-ig a Jugoszláv Idegenforgalmi Szövetség első magyarországi képviselője volt. vajdasági bolgár, édesanyja a horvátországi Apajkeresztúr faluból származik horvát és magyar felmenőktől. Felesége Bosznia-Hercegovinában született, akit a 90-es évek délszláv háborúi alatt három gyerekével együtt a szlovéniai Mariborba menekített, míg maga Újvidéken maradt. Slobodan Milošević rezsime komoly nyomás alá helyezte, de megtagadta még a katonai szolgálatot is. Családja közép-európai kulturális öröksége és korai lelkesedése a jugoszláv eszméért tetten érhető műveiben. Mindegyik jugoszláv utódállamban komoly népszerűségnek örvendett. 2000. április 2-án Budapesten tartott koncertet, ahol a helyi délszláv érdeklődőkön kívül először jöttek komoly számban szerbek és horvátok ugyanarra a koncertre.
Középiskolás korában labdarúgó akart lenni, de később zenei pályát választott. 1977-ben belépett a Žetva nevű együttesbe, amellyel megszerezte első sikereit.
1978-ban kilépett a zenekarból és létrehozta a Jugoszlávia-szerte népszerű Rani mraz nevű pop-együttest. Első albuma „Mojoj mami umesto maturske slike u izlogu” (Édesanyámnak, a kirakati tablókép helyett) címmel 1979-ben jelent meg, mellyel berobbant a közvéleménybe. Ezt megelőzően 1978-ban kislemezen jelent meg az azóta is egyik legnépszerűbb száma, a „Računajte na nas” (Számíthat ránk), melyet Titonak írt, és mely a Mojoj mami umesto maturske slike u izlogu lemez későbbi CD kiadására bónusz dalként is felkerült. A dal a korabeli ifjúság nem hivatalos himnuszává vált. Az album szintén népszerű műve a "Panonski mornar" (Pannon tengerész) című humoros dal. Az együttes 1981-ben felbomlott és Balašević szólókarrierbe kezdett.
Azóta (szinte évente) újabb és újabb albumai jelennek meg, melyeket hatalmas siker koronáz. Leginkább szerelmes és vidám, csipkelődős dalokat ír. Népszerűsége egyre nőtt és országszerte, sőt nemzetközileg is egyre híresebb lett.
1987-ben írta a “Samo da rata ne bude” (Csak háború ne legyen) című művét, amely akár a közeledő szörnyűségekre való figyelmeztetés is lehetett volna. A szívbemarkoló dal mégsem hatott.
Az 1990-es évek balkáni polgárháborúja igen negatívan érintette. Ettől kezdve a pacifista meggyőződésű Balašević háborúellenes dalokat írt. Kihangsúlyozta a régi, nagy Jugoszlávia erényeit és elítélte az értelmetlen háborút. Költeményeivel nyíltan szembeszállt a diktatúrával és a nacionalizmussal. Az ENSZ menekültügyi intézményében keresztül emigránsokat támogatott. A háború befejezése óta együttesével több nemzetközi koncertet tartott, főleg a volt Jugoszlávia területén.
Haláláig Újvidéken élt feleségével (Olivera), két lányával (Jovana és Jelena) és fiával (Aleksa).

## Albumok
- Mojoj mami umesto maturske slike u izlogu (1979) (a Rani Mrazzal) – "Édesanyámnak, érettségi tabló helyett a kirakatban"
- Odlazi cirkus (1980) (a Rani Mraz-zal) – "Elmegy a cirkusz"
- Pub (1982)
- Celovečernji The Kid (1983)
- 003 (1985)
- Bezdan (1986) – "Szakadék"
- U tvojim molitvama – Balade (1987) – "Imáidban" – Balladák
- Panta Rei (1988)
- Tri posleratna druga (1989) – "Három háború utáni bajtárs"
- Marim ja (1991)
- Jedan od onih života (1993) – "Azon életek egyike"
- Naposletku (1996) – "Végül"
- Devedesete (2000) – "Kilencvenes évek"
- Dnevnik starog momka (2001) – "Az öregfiú naplója"
- Rani mraz (2004) – "Korai fagy"

## Dalok
- U razdeljak te ljubim (1977) (a Žetva-val) – Csókolom a választékodat
- Oprosti mi, Katrin (1978) (a Rani Mraz-zal) – "Bocsáss meg, Cathrine"
- Kristifore, crni sine (1978) (a Rani Mraz-zal) – "Krisztofer, te sötét gyerek"
- Računajte na nas (1978) (a Rani Mraz-zal) – "Számítsanak ránk"
- Ljubio sam snašu na salašu (1978) – "Csókoltam a lánykát a tanyán"
- Panonski mornar (1979) (a Rani Mraz-zal) – "Pannon tengerész"
- Prvi januar (1979) (a Rani Mraz-zal) – "Január elseje"
- Marina (1980)
- Priča o Vasi Ladačkom (1980) – "Mese Ladačka Vaso-ról"
- Triput sam video Tita (1981) – "Háromszor láttam Titót"
- Hej čarobnjaci, svi su vam đaci (1982) – Hej varázslók, mindenki a diákotok

## Könyvei
- Računajte na nas – "Számítsanak ránk" (verseskötet)
- Tri posleratna druga (1991) – "Három háború utáni bajtárs" (regény)
- I život ide dalje – "És az élet tovább megy" (rovatgyűjtemény)
- Jedan od onih života (1997) – "Azon életek egyike" (regény)
- Dodir svile (1998) – "A selyem érintése" (verseskötet)